# Trương Huyên

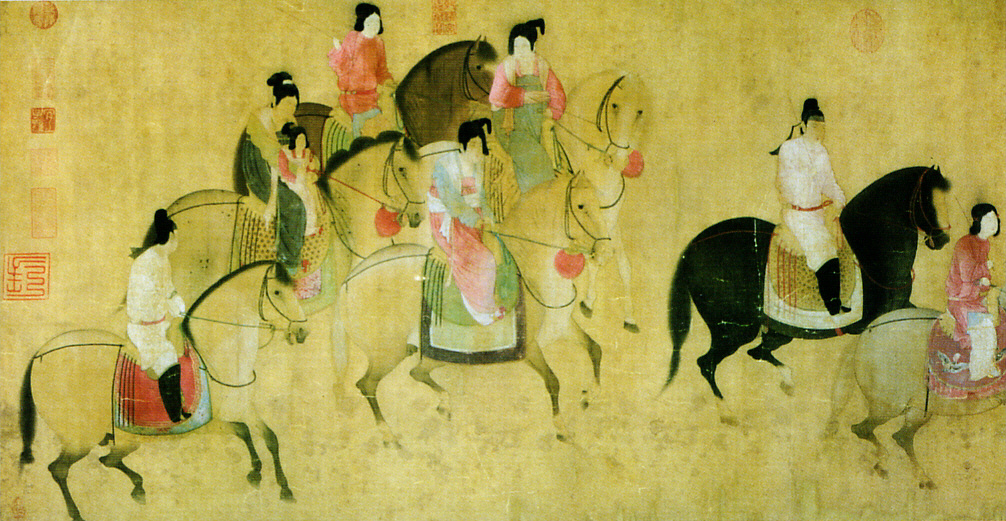
Chuyến dạo xuân của triều đình nhà Đường, bởi Trương Huyên.

Trương Huyên (phồn thể: 張萱; giản thể: 张萱; bính âm: Zhāng Xuān; Wade–Giles: Chang Hsüan) (713–755) là một hoạ sĩ Trung Quốc sống vào thời nhà Đường (618–907).
Trương Huyên đã vẽ nhiều tác phẩm nghệ thuật, một trong những bức tranh nổi tiếng nhất của ông là Phụ nữ hoàng cung chuẩn bị lụa mới dệt, chỉ còn lại một bản sao được vẽ bởi Hoàng đế Huy Tông của nhà Tống (triều vị từ 1100 – 1125) vào đầu thế kỷ thứ 12. Ông cũng đã vẽ bức Chuyến dạo xuân của triều đình nhà Đường, sau này được tái tạo bởi Lý Công Lân (李公麟).